# 마크 대처
제2대 준남작 마크 대처 경(영어: Sir. Mark Thatcher, 2nd baronet, BT, 1953년 8월 15일 ~ )은 영국의 71대 총리 마거릿 대처의 아들이자 카레이서, 사업가이다. 적도 기니에서 일어난 쿠데타에 가담한 범죄자이기도 하다.

## 생애
마크 대처는 1953년 8월 15일 영국 런던 해머스미스에서 마거릿 대처와 그의 남편 데니스 대처의 아들로 태어났다. 그는 캐롤 대처와 쌍둥이 남매이다. 캐롤이 유명 정치인의 딸이라는 사실에 힘들어하며 평범하게 살려고 애썼던 것에 비해, 마크는 대학입학에 실패한 후 카레이서로 활동했지만 두각을 나타내지 못하자 유명 정치인의 아들이라는 점을 내세워 영국 및 해외의 이권에 개입하거나 부적절한 처신을 해서 여러 번 물의를 빚었다.
마가렛 대처는 아들 마크를 차세대 영국의 총리로 만들기 위해 마크 대처에게 대학에서 공부를 하고 정계에 입문하라고 권유했지만 마크 대처는 이를 거절하고 놀고 먹는데에 여념이 없었다. 그러다가 자동차 운전에 재미가 들려서 카레이서가 된 것이다.
어머니의 총리 재임기에 다카르 랠리에서 실종되었다가 구조된 적이 있다. 그런데 모국인 영국을 뒤집어 놓고 아프리카 현지에서도 많은 인력이 자신을 찾느라 고생했건만, 구조된 후에 물의를 일으켜 죄송하다든지 하는 말은 안 하고 이런 대환영은 처음이라고 비꼬는 투의 말을 해서 영국 내 여론을 악화시켰다. 다만 구조비용 전액을 영국의 국가예산이 아닌 어머니인 마거릿 대처의 개인 재산으로 사용했기 때문에 비판은 일단락 되었다.

## 2004년 적도 기니 쿠데타 시도
마크 대처는 남아프리카 공화국에서는 자기 회사를 차리고 중동과 아프리카 대륙 전지역을 돌아다니면서 무기 밀매와 용병단을 굴리고 있었다. 무기 밀매를 하던 1980년대 중반에 이라크에 장거리 곡사포를 판매하기도 했다. 하지만 남아프리카 공화국에 있던 자기 사업이 실패했다.
1996년에 적도 기니에서 마크 대처에게 의뢰가 들어왔다. 시몬 만이라는 또다른 영국 출신 용병이 자신과 손잡고 쿠데타를 일으켜서 당시 적도기니의 대통령인 테오도로 오비앙 응게마 음바소고를 퇴진시키고 당시 스페인에서 따로 망명정부를 차리고 있던 적도기니의 야당 대표인 세베로 모토를 옹립하기로 했다. 이에 대해 시몬 만이 마크 대처에게는 적도 기니 본토에 있는 석유를 마음껏 캐가도 좋다는 조건을 내걸었다. 이에 마크 대처는 응하고 시몬 만과 같이 적도 기니에서 쿠데타를 일으키기로 했다.
마크 대처는 남아프리카 공화국에서 용병을 공수해오기로 하고 헬기에 용병 70명을 실어서 적도기니로 이동시키고 있었으나 이동하던 도중 용병을 실은 헬기가 짐바브웨에 억류되는 바람에 쿠데타는 실패로 돌아갔다. 그리고 마크 대처는 그 길로 도주했으나 2004년에 남아프리카 공화국에서 인터폴에게 체포당했다. 이에 마거릿 대처는 있는 없는 돈을 탈탈 털어서 보석금을 마련했고 결국 그 거액의 보석금을 낸 뒤 마크 대처는 유죄 인정 대신 집행유예 선고를 받았다. 그러나 그 대신 미국에서는 입국불허자 명단에 등록되었다. 이제 마크 대처는 미국에 영원히 갈 수 없다. 문제는 가족들이 모두 미국에 살고 있는 점이다.
2013년 어머니인 마거릿 대처가 죽자 어머니의 장례식에 나타났다. 그 때 오래간만에 가족들과 재회했다.